# Wausaukee (hrabstwo Marinette)
Wausaukee – wieś w Stanach Zjednoczonych, w stanie Wisconsin, w hrabstwie Marinette.